# 國力書院
國力書院 （Lifelong College），又名培領書院，學校編號：531359，它是一間由嶺南大學前校董李以力創辦的學校，於1998年開辦。該校以遙距教育形式與以下學校等，合辦學士、碩士和博士的海外課程：
- 菲律賓比立勤國立大學、（Bulacan State University, BulSU, BSU）、
- 菲律賓太歷國立大學（Tarlac State University, TSU）、
- 菲律賓國立雷省科技大學（Nueva Ecija University of Science and Technology, NEUST）。

比立勤國立大學及太歷國立大學是菲律賓最早期成立的教育機構之一，成立之初只是中學，至九十年代才升格為大學。三校在《QS世界大學排名》及《泰晤士高等教育世界大學排名》均榜上無名。即使在菲律賓國內，比立勤國立大學及太歷國立大學只排90及13，國立雷省科技大學甚至百大不入。
在2015年11月，該校被傳媒揭發涉嫌收取利益偽造文書以取得比立勤國立大學、太歷國立大學等菲律賓大學之學位，被形容為「文憑工廠」、「博士工廠」。2016年8月，該校改名為「培領書院」繼續營運。

## 創辦人
前嶺南大學校董李以力（Dr LEE Ye Lick Alex ）是國力書院創辦人、校監兼校長，李擁有合共7個博士學位，但《蘋果日報》記者發現以下情況：李在2000年初取得美國Kennedy-Western University（已改名為Warren National University）的教育博士學位，但該校因一直無法取得當地教育部認可，最終結業並引發畢業生訴訟。在2003年至2006年，李以力「攻讀」菲律賓比立勤國立大學的工商管理博士課程，又在同期、即2004年至2006年攻讀菲律賓國立雷省科技大學的教育管理博士學位課程，兩個課程的學業成績單均由李以力以「教務長」及「課程總監」名義自己簽發給自己。此外，他未有出示其他學歷證明。
2015年11月，記者揭露國力書院涉嫌偽造文書醜聞。2016年8月18日，李以力辭任嶺南大學校董會及諮議會成員，惟未有解釋辭職原因。

## 懷疑偽造文書醜聞
國力書院文書醜聞是指在2015年11月，該校被傳媒揭發該校涉嫌為部分申請人偽造文書，以助學生修改修業期，加快取得比立勤國立大學及太歷國立大學等菲律賓大學的學士、碩士及博士學位，並揭發香港嶺南大學有多名高層人員同時擔任國力書院的管理層。

### 概要
蘋果日報於2015年11月報導嶺南大學協理副校長兼總務長夏迪星（Herdip Singh）的博士論文涉嫌抄襲，並牽扯揭發嶺南大學校董李以力開設的國力書院實為「博士工廠」，涉嫌買賣學位。
學歷醜聞涉及多所接受教資會資助的香港大專院校、香港警察及TVB藝人蔡思貝等人士。

### 運作方法
2016年1月，根據《蘋果日報》報導，國力透過承辦來自菲律賓、英國及美國的大學學位課程，招收香港及來自其他不同地方的學生。而比較學生的報名及入學通知書日期，估計當中超過2900名學生都有將入學日期推前（backdate）。另外，國力亦以佣金吸引代理為其招攬學生。
另外，記者發現國力在港承辦菲律賓比立勤國立大學和太歷國立大學的工商管理理學士課程，卻提供美容、體育等在當地大學根本不存在的主修科，學術評審局早在8年前發現問題。

### 拘捕
2015年12月17日，香港警方拘捕一名年約50歲的國力書院畢業生，他曾修讀哲學博士（PhD）課程，並提早10個月畢業，涉嫌偽造文書。警方又在一所位於油麻地的教育機構及香港仔的住宅搜查，檢走一批文件及數台電腦調查。

### 涉及機構

#### 嶺南大學
嶺南大學（嶺大）於2015年11月初，被揭發該大學有多名高層均為國力管理局或顧問委員會的成員，當中包括：
- 嶺南大學校董會成員：李以力；
- 嶺南大學協理副校長：夏迪星（Herdip Singh）；
- 嶺南大學諮議會成員：王志康；
- 嶺南大學諮議會成員、嶺南教育機構董事：梁松聲；
- 嶺南大學諮議會成員、嶺南大學前教務長：梅樂活。

國力書院校監兼校長李以力當時是嶺南大學校董，他開設的另一公司「國力國際企業服務」，其中一名董事是嶺大諮議會成員和嶺南教育機構董事梁松聲，梁亦是國力顧問委員會成員，梁松聲持菲律賓太歷國立大學工商管理博士學位。
在樹仁任教的王志康，同時是嶺大諮議會成員，他持國力夥伴、菲律賓比立勤國立大學的工商管理博士學位，亦是國力書院前校長，並在李以力自簽自讀的學歷證明中，王志康以課程監督名義簽名。
另一國力顧問委員會成員梅樂活，是現任嶺大諮議會成員。
嶺南大學在事件曝光後成立調查小組跟進。夏迪星於數日後辭職，嶺大隨即終止調查。

#### 香港樹仁大學
於2015年11月，香港樹仁大學被發現11名教職員持有菲律賓比立勤國立大學碩士或博士學位，當中有8名全職教員，分別來自工商管理學系與經濟及金融學系；5人經國力書院報讀，4人經香港管理專業協會（HKMA）報讀，其餘2人則直接向該校報讀，並以2至3年時間完成博士學位。
持有比立勤國立大學博士學位的教職員包括：
- 工商管理學系系主任（行政）兼副教授、鴻福堂執行董事：司徒永富；
- 工商管理學系兼職講師：王志康（亦是國力書院前校長）；
- 工商管理學系助理教授：林志輝；
- 工商管理學系助理教授：鍾李敏儀；
- 工商管理學系合約講師：梅志榮；
- 經濟及金融學系副教授：潘志昌；
- 經濟及金融學系助理教授：黃福建；
- 經濟及金融學系助理教授：楊偉文；
- 經濟及金融學系助理教授：朱蘊齡；
- 經濟及金融學系兼職講師：韓大遠。

持有比立勤國立大學碩士學位的教職員包括：
- 工商管理學系臨時講師：Wong Shun-kin（比立勤國立大學工商管理學碩士）。

2015年11月19日，樹仁大學召開記者會指，副校長孫天倫承認，樹仁大學於2006年要由學院升格為大學，同事需提升自己學歷，有關的菲律賓大學較易取得學位，教職員選擇入讀是「權宜之計」。
至2016年1月，蘋果再報導，樹仁大學去年委託國力招收碩士生，期間國力與樹仁的「內應」合作，為學生提供「預知面試題目」、「預先審批」及「延長截止日期」服務，申請者主要是內地生。報導指於樹仁的內應，正是工商管理學系行政系主任司徒永富。

#### 香港公開大學
2016年1月，前警司兼香港公開大學李嘉誠專業進修學院高級課程經理李仕光，被揭發出任國力書院「顧問」，但實際工作包括涉替國力招生，甚至把無法在公大完成進階課程的學生轉介至國力並收取佣金等。公大回覆傳媒查詢時指，李有向校方申報擔任「顧問」，意味公大未必知道李的實際工作是代國力招生，以及直接與公大構成競爭。 前廉署調查主任林卓廷表示，如果有證據顯示國力書院給予李仕光酬勞，以驅使他將公大學生「撬走」到國力讀書，而公大又全不知情的話，就有可能違反《防止賄賂條例》。

#### 香港教育學院
香港教育學院申請成為香港教育大學期間，於2015年11月被揭發該校的助理教授洪松勳（單車名將洪松蔭的堂兄）及一名導師持有菲律賓太歷國立大學頒授的博士學位。事件曝光後兩人在其學校網頁的問題博士履歷突然被刪去。

#### 香港理工大學
香港理工大學於2015年11月被發現有一名專任導師和一名導師持有菲律賓比立勤國立大學的博士學位。理大專上學院工商管理學部高級講師潘達康有比立勤國立大學博士資歷。

#### 香港城市大學
香港城市大學於2015年11月被發現有教職員懷疑持有菲律賓比立勤國立大學的博士學位，包括：城大應用經濟學碩士課程客座教授馮敦孝、城大專業進修學院商業及管理部講師陳保家，城大專業進修學院一級資訊科技主任蕭錦添。城市大學回應會調查事件。

#### 香港中文大學
香港中文大學有兩名教職員分別獲比立勤國立大學頒發工商管理博士學位（DBA）和工商管理碩士學位（MBA），包括中大專業進修學院商業及管理課程高級講師葉杜明於2006年獲比立勤國立大學工商管理博士學位。

#### 香港大學
香港大學一名非教學人員被發現持有比立勤博士學位。

#### 恒生管理學院
恒生管理學院傳播學院兼職講師伍曼儀是比立勤國立大學工商管理博士，她稱2004年透過國力書院入讀，兩年後畢業。

#### 明愛白英奇專業學校
明愛白英奇專業學校教授李逸文是比立勤國立大學哲學博士。

#### 澳門城市大學
澳門城市大學教授陳文王是比立勤國立大學工商管理博士。

#### 香港警察
於2016年1月，蘋果日報報道，指再有17名警察在2013年透過國力書院報讀菲律賓太歷國立大學刑事司法理學士課程，為趕及最後一屆課程收生時間，全體篡改入學日期，把入學日期推前至2012年同一日。報道又指，有警察本來已豁免修讀部分課程，但照樣向警察申請發還費用，有詐騙公帑之嫌。由於現時督察職級需要大學學歷，所以員佐級人員需要考獲大學學歷方可獲晉昇。換句話說，有警務人員可能為其晉昇而以不同途徑獲取大學學歷。如果其大學學歷為偽造，則有欺騙政府之嫌。
根據警務處的公開資料，以下警務人員曾入讀由香港管理專業協會與菲律賓太歷國立大學合辦的刑事司法理學士學位課程並獲頒學位：
- 顏楚國：警司 [29]
- 梁宗定：水警北分區助理指揮官 [30]
- 許桂生：總督察 [29]
- 曾雪峯：警長 [29]
- 余偉龍：警長 [30]
- 招蔚琦：警長（余偉龍太太）[30]
- 黄偉豪：警員 [29]
- 黎健文：警員 [29]
- 陳國輝：警員 [30]
- 周泰文：警員 [31]
- 郭玉玲：女警 [29]
- 陳倩兒：女警 [29]
- 曹萬婷：葵涌特遣隊女警 [31]

#### 香港管理專業協會
香港管理專業協會（HKMA）與國力書院關係密切，曾合作營辦菲律賓比立勤國立大學、太歷國立大學的課程，通過該協會報讀菲律賓大學課程的人包括：
- 香港樹仁大學有4人經香港管理專業協會報讀菲律賓比立勤國立大學課程；[14]
- 楊全盛透過香港管理專業協會報讀菲國大學博士課程，並覺得太兒戲；[32]
- 互聯網專業協會（iProA）會長洪為民在2007年透過香港管理專業協會報讀菲律賓比立勤國立大學管理學博士課程。[14]
- 民建聯灣仔區區議員鄭琴淵表示，於2011年透過香港管理專業協會報讀菲律賓太歷國立大學的教育管理博士課程。[33]
- 葵青區議員梁子穎透過香港管理專業協會報讀太歷國立大學博士學位課程。[2]

#### 工聯會
工聯會業餘進修中心與國力書院合作營辦菲律賓太歷國立大學工商管理碩士學位課程，並由該菲律賓大學頒發證書，課程原定2016年2月開課。但事件被報道後，工聯會表示會暫停開辦該課程。

### 其他牽涉人士

#### 楊全盛
於醜聞爆出期間中，楊全盛自爆曾透過與國力關係密切的香港管理專業協會（HKMA）報讀菲國大學博士課程，但因覺得太兒戲，「交左第一期錢之後都冇繼續俾」。但其後有人翻查發現，楊全盛在不同場合，仍多番稱自己為「博士生」，包括於《太陽報》2012年一篇專訪，及香港電腦學會網站的簡介。

#### 蔡思貝
2015年11月12日，香港《蘋果日報》的一篇報導指出，蔡思貝在2013年10月即當選香港小姐亞軍不久，透過國力書院報讀菲律賓比立勤國立大學的工商管理學士課程，並於11月完成該課程，僅兩個月後便獲頒畢業證書。惟蔡之報名表，報名日期一欄填上「2010年2月」，並有蔡之簽名以作核實。且比立勤國立大學所發出的課程紀錄，亦有明示列明蔡於2010年3月入學，並於2013年11月完成修讀19個科目；她當時正在德國留學，直至2013年6月才回港參選香港小姐。其後她亦透過國力書院入讀美國威斯康辛州協和大學的工商管理碩士課程。另有律師指出，如以不當手段取得學士學位，再報讀碩士，有觸犯詐騙罪之嫌。
教育局於2015年11月11日按《非本地高等及專業教育（規管）條例》去信國力書院要求提供相關資料，包括有關課程的收生記錄、學分轉移、豁免記錄、以及課堂、導修課出席記錄等資料。若發現有懷疑違反上述條例的相關規定，將會按既定的程序展開調查及處理，案件或會轉介執法機關跟進。
2015年12月3日，蔡思貝再被揭發申請入讀美大學碩士學位時，為她撰寫推薦信的公司東主Tong Suet Ha，懷疑就是蔡的母親。信中未有申報二人親屬關係，蔡母更聲稱見證（witness）蔡思貝完成菲大學學位。法律界人士指，撰寫人或涉嫌作虛假陳述。

#### 鄭琴淵
民建聯灣仔區區議員鄭琴淵表示，於2011年透過香港管理專業協會（HKMA）報讀菲律賓太歷國立大學的教育管理博士，並出示證書證明是2013年4月畢業。但根據《蘋果日報》取得的文件，鄭琴淵實際是在2012年5月才報名入讀TSU，換言之她以不足一年時間就極速取得博士學位。鄭琴淵於2011年當選區議員，翌年主動入稟高院，承認選舉期間聲稱擁有哲學博士學歷，是屬於虛假或誤導的資料，鄭向法庭申請免責並確認當選有效，2012年3月法庭在律政司不反對下批准。

#### 梁子穎
梁子穎為葵青區議員、聖公會林護紀念中學教師、香港工聯會成員。梁今年參選單張上標示自己是菲律賓太歷國立大學教育管理博士課程博士研究生。梁子穎接受本報查詢時，表示在一至兩年前透過香港管理專業協會（HKMA）報讀，由於本身擁碩士學位，獲豁免修讀5科，估計尚需1至2年才畢業，屆時會同時取得太歷國立大學碩士和博士學位。

#### 麥謝巧玲
麥謝巧玲為南區區議員、聖文嘉中英文幼稚園（華貴）校長及香港民建聯成員，據學校網頁，她是菲律賓太歷國立大學教育管理博士。

#### 洪為民
互聯網專業協會（iProA）會長洪为民在2007年透過香港管理專業協會（HKMA）報讀比立勤國立大學管理學博士。

#### 譚務成
葵涌醫院前院長譚務成在2010年至2015年間，透過國力書院報讀4個博士學位。其中菲律賓太歷國立大學的公共管理博士於2015年5月報名，但在國力協助下，把他的入學日期推前2年至2013年5月。他又曾報讀太歷國立大學工商管理哲學博士課程，於2012年5月入讀，僅10個月後已提交論文兼答辯；其另一個菲律賓比立勤國立大學的工商管理博士學位，亦只花了約年半便完成。

#### 楊小玲
專治理暗瘡的綠葉療膚中心創辦人楊小玲（Jackeline Yang）是比立勤國立大學畢業生。

#### 呂宇俊
恩賢教育中心創辦人，被稱為「零分博士」的呂宇俊，其「博士學位」是從菲律賓太歷國立大學獲得。

## 培領書院
國力書院在2016年8月12日改名為「培領書院」繼續營運，英文名稱仍然沿用「Lifelong College」，地址及電話號碼不變。根據該校網頁，合作的海外大學僅餘三間：菲律賓比立勤國立大學、菲律賓太歷國立大學及一所馬來西亞大學。英國的巴斯斯巴大學（Bath Spa University）及香港小姐蔡思貝修讀工商管理碩士學位的美國威斯康辛州協和大學（Concordia University Wisconsin）已不再在合作名單上。
國力書院在懷疑偽造文書醜聞爆發之前一度佔用油麻地好收成商業大廈1樓、5樓、7樓、8樓、10樓及15樓，根據教育局的紀錄，培領書院的註冊地址為同一大廈的1樓及5樓，與馬來西亞Asia e University和英國Bath Spa University合作的4個課程仍然在註冊名單上。記者2017年3月9日前往油麻地好收成商業大廈，發現除了大廈1樓是培領書院外，其餘各層都已經分別租予補習社、多用途教室、畫室以及教會等。